# Dogliani (vino)
Dogliani è una DOCG riservata ad alcuni vini la cui produzione è consentita in 21 comuni della provincia di Cuneo.

## Zona di produzione
- La zona di produzione comprende l'intero territorio dei comuni di Bastia Mondovì, Belvedere Langhe, Briaglia, Castellino Tanaro, Cigliè, Clavesana, Dogliani, Farigliano, Igliano, Marsaglia, Monchiero, Niella Tanaro, Piozzo, Rocca Cigliè e parte dei comuni di Carrù, Mondovì, Murazzano, Roddino, San Michele Mondovì, Somano e Vicoforte.[1]

## Storia
Una leggenda popolare narra che dio Giano si fosse recato in questi luoghi per assaggiare il vino locale. A sostegno di questa ipotesi molti hanno ipotizzato che il nome del paese derivi da "dolium Jani.
Pare comunque certo che ai tempi dell'impero romano già fossero presenti i vigneti. La prima regolamentazione risale al 1593: un'ordinanza del Comune vietava di vendemmiare prima di San Matteo (il 21 settembre), per evitare che l'uva non maturasse correttamente.

## Tecniche di produzione
La forma di allevamento prevista è la controspalliera con potatura Guyot
Le operazioni di vinificazione devono essere effettuate nella provincia di Cuneo. Per diritti acquisiti si possono svolgere anche in provincia di Savona.
È consentito inserire in etichetta la menzione aggiuntiva riferita a unità geografiche in cui vengono prodotte le uve:
- Con la dicitura "del comune di" seguita dal nome di uno dei comuni.
- Con il richiamo a una delle seguenti località[4]: Arazza, Archisa, Borgne, Bricco Fornera, Bricco Mollea, Bricco Rosso, Briccotto, Brucialepre, Cantalupo, Chicchivello, Conzia, Cornole, Corradini, Crotte, Cursalet, Dorino-Boassi, Garino, Ghigliani, Gorrea, Griero-Pepe, La Costa, Lo Sbaranzo, Lorena, Madonna Delle Grazie, Marenca, Martina, Masanti, Moncucco, Monsignore, Monterustico, Obinea, Patriano, Pazzello, Perticali, Pianbosco, Piandeltroglio, Pianezzo, Roanchi, Rua Lunga, San Bernardo, San Carlo, San Fiorenzo, San Grato, San Luigi, San Sebastiano, Sant’Eusebio, Santa Lucia, Spinardi, Surie, Tarea, Taricchi, Valdibà, Viapiana, Vigne Dolci, Zovetto. Congiuntamente all'unità geografica aggiuntiva, chi effettua congiuntamente vinificazione e imbottigliamento può rivendicare anche la menzione "vigna".

L'indicazione dell'annata di produzione delle uve è obbligatoria.

## Disciplinare
Il Dogliani è stato istituito con DM 26.06.1974 pubblicato sulla Gazzetta Ufficiale n.299.
Successivamente è stato modificato con 
- DM 06.07.2005 GU 170 - 23.07.2005 che lo trasforma in DOCG
- DM 04.04.2011 G.U. 96 - 27.04.2011 che lo unifica con le DOC Dolcetto delle Langhe Monregalesi e Dolcetto di Dogliani[5].
- DM 30.11.2011 Sito ufficiale Mipaaf
- DM 12.07.2013 Sito ufficiale Mipaaf
- DM 07.03.2014 Sito ufficiale Mipaaf
- DM 17.04.2015 Sito ufficiale Mipaaf
- DM 26.10.2018 Sito ufficiale Mipaaf
- La versione in vigore è stata approvata con pubblicazione sul bollettino ufficiale GUCE C 225[1]

## Tipologie

### Dogliani
Uvaggio: Dolcetto 100%
|                                | Dogliani    | Dogliani vigna | Dogliani superiore | Dogliani superiore vigna |
| titolo alcolometrico minimo    | 12,00% vol. | 13,00% vol.    | 13,00% vol         | 13,00% vol               |
| acidità totale minima          | 4,5 g/l.    | 4,5 g/l.       | 4,5 g/l.           | 4,5 g/l.                 |
| estratto secco minimo          | 21,0 g/l.   | 21,0 g/l       | 24,00 g/l          | 24,00 g/l                |
| resa massima di uva per ettaro | 80 q.       | 72 q.          | 70 q.              | 63 q.                    |
| resa massima di uva in vino    | 70%         | 70%            | 68%                | 68%                      |
| invecchiamento                 | no          | no             | 12 mesi            | 12 mesi                  |

#### Caratteri organolettici
Di colore rosso rubino con sfumature di mora e viola, profuma di fiori e frutti freschi, soprattutto mora e ciliegia selvatica. Ha un sapore  deciso e armonico, con retrogusto finemente mandorlato.

#### Abbinamenti consigliati
Antipasti robusti, come carne cruda tritata anche insaporita con scaglie di tartufo bianco, cotechino, primi piatti con sughi di carne, risotto, fritto misto alla piemontese.